# Eddy Planckaert
Eddy Planckaert (Nevele, 22 settembre 1958) è un ex ciclista su strada belga.
Professionista dal 1980 al 1991, vinse due Omloop Het Volk, il Giro delle Fiandre nel 1988, la Parigi-Roubaix nel 1990, una tappa al Giro d'Italia, due al Tour de France e dieci alla Vuelta a España.
È fratello di Walter e Willy, zio di Jo e padre di Francesco.

## Carriera
Nel 1988 vinse il Giro delle Fiandre e conquistò la maglia verde al Tour de France. Nel 1990, vinse la sua seconda classica monumento, aggiudicandosi la Parigi-Roubaix.
In dodici stagioni da professionista vinse più di cento corse su strada.

## Palmarès
- 1978 (dilettanti)

Trofée Het Volk
Vlaamse Pijl
Gent-Staden
4ª tappa Tour de Wallonie dilettanti (Han-sur-Lesse > Stavelot)
- 1979 (dilettanti)

Vlaamse Pijl
Gent-Ieper
Gent-Staden
- 1980 (dilettante)

Gent-Ieper
Omloop Vlaamse Gewesten
- 1981 (Splendor, sei vittorie)

Delta Ronde Van Midden Zeeland
Omloop van Duin en Polder
Omloop Mandel-Leie-Schelde
2ª tappa Driedaagse De Panne - Koksijde (Wolvertem > De Panne)
2ª tappa Tour de Luxembourg (Grevenmacher > Esch-sur-Alzette)
14ª tappa, 2ª semitappa Tour de France (Bruxelles > Zolder)
- 1982 (Splendor, undici vittorie)

2ª tappa Driedaagse De Panne - Koksijde (Herzele  > De Panne)
3ª tappa Vuelta al País Vasco (Vera de Bidasoa > Ondarroa)
5ª tappa, 1ª semitappa Vuelta al País Vasco (Llodio > Lazkao)
1ª tappa, 1ª semitappa Vuelta a España (Santiago di Compostela > La Coruña)
1ª tappa, 2ª semitappa Vuelta a España (La Coruña > Lugo)
2ª tappa Vuelta a España (Lugo > Gijón)
3ª tappa Vuelta a España (Gijón > Santander)
12ª tappa Vuelta a España (Salou > Nules)
Hyon-Mons
Tour du Hainaut Occidentale
Grand Prix Desselgem-Prix Alberic Schotte
- 1983 (Splendor, cinque vittorie)

Grand Prix de Peymeinade
1ª tappa Parigi-Nizza (Gien > Bourbon-Lancy)
Freccia del Brabante
2ª tappa Quatre Jours de Dunkerque (Aire-sur-la-Lys > Denain)
5ª tappa, 2ª semitappa Quatre Jours de Dunkerque (Dunkerque > Dunkerque)
- 1984 (Panasonic, venti vittorie)

Grand Prix d'Ouverture La Marseillaise
2ª tappa Giro del Belgio (Ronse > Rochefort)
4ª tappa Giro del Belgio (Hasselt > Sankt Vith)
5ª tappa Giro del Belgio (Sankt Vith > Eupen)
Classifica generale Giro del Belgio
Omloop Het Volk
Omloop van het Leiedal
1ª tappa Étoile de Bessèges (Lunel)
2ª tappa, 1ª semitappa Étoile de Bessèges (Salindres)
2ª tappa, 2ª semitappa Étoile de Bessèges (Rouret)
3ª tappa Étoile de Bessèges (Bessèges)
Classifica generale Étoile de Bessèges
2ª tappa Tour Méditerranéen (Montpellier > Marsiglia)
4ª tappa, 1ª semitappa Tour Méditerranéen (Hyères > Fréjus)
4ª tappa, 2ª semitappa Tour Méditerranéen (Fréjus > Antibes)
1ª tappa Parigi-Nizza (Avallon > Chalon-sur-Saône)
5ª tappa Parigi-Nizza (Miramas > La Seyne-sur-Mer)
2ª tappa Driedaagse De Panne - Koksijde (Herzele > De Panne)
2ª tappa Quatre Jours de Dunkerque (Dunkerque > Denain)
8ª tappa, 2ª semitappa Tour de Suisse (Lyss > Baden)
- 1985 (Panasonic, nove vittorie)

4ª tappa Giro del Belgio (Lessive > Olen)
1ª tappa Vuelta a España (Valladolid > Zamora)
4ª tappa Vuelta a España (Santiago di Compostela > Lugo)
Omloop Het Volk
1ª tappa Parigi-Nizza (Avallon > Dole)
3ª tappa Parigi-Nizza (Châtillon-la-Palud > Saint-Étienne)
Dwars door België
2ª tappa Driedaagse De Panne - Koksijde (Herzele > De Panne)
2ª tappa Ronde van Nederland (Nimega > Schagen)
- 1986 (Panasonic, dodici vittorie)

Grand Prix d'Ouverture La Marseillaise
1ª tappa Giro del Belgio (Oudenaarde)
1ª tappa Étoile de Bessèges (Lunel > Lunel)
1ª tappa Setmana Catalana (Palafrugell > Ripoll)
3ª tappa Setmana Catalana (Oliana > Badalona)
4ª tappa, 2ª semitappa Setmana Catalana (Rubí > Lerida)
5ª tappa Setmana Catalana (Santa Coloma de Gramenet)
3ª tappa Driedaagse De Panne - Koksijde (De Panne > De Panne)
3ª tappa Vuelta a España (Lerida > Saragozza)
7ª tappa Vuelta a España (Cangas de Onís > Oviedo)
Omloop van de Westkust-De Panne
8ª tappa Tour de France (Saint-Hilaire-du-Harcouët > Nantes)
- 1987 (Panasonic, cinque vittorie)

2ª tappa Tour Méditerranéen (Hyères > Marsiglia)
3ª tappa Tour Méditerranéen (Marignane > Montpellier)
2ª tappa Parigi-Nizza (Chalon-sur-Saône > Saint-Étienne)
E3 Prijs Harelbeke
5ª tappa Giro d'Italia (Montalcino > Terni)
- 1988 (ADR, cinque vittorie)

Omloop van de Westkust-De Panne
Dwars door België
Giro delle Fiandre
1ª tappa Quatre Jours de Dunkerque (Dunkerque > Dunkerque)
- 1989 (ADR, tre vittorie)

Grand Prix Albacete
E3 Prijs Harelbeke
5ª tappa Vuelta a España (La Bañeza > Béjar)
- 1990 (Panasonic, cinque vittorie)

Tour du Limbourg
7ª tappa Tirreno-Adriatico (Grottammare > Acquasanta Terme)
Parigi-Roubaix
6ª tappa Vuelta a Asturias
3ª tappa Euskal Bizikleta (Deba > Andoain)

### Altri successi
- 1981 (Splendor)

Omloop Mandel-Leie-Schelde, Derny
- 1984 (Panasonic)

Classifica punti Giro del Belgio
- 1985 (Panasonic)

Acht van Chaam
Criterium di De Panne
4ª tappa, 2ª semmitappa Parigi-Nizza (Bédoin > Carpentras, cronosquadre)
- 1988 (ADR)

Classifica a punti Tour de France

## Piazzamenti

### Grandi giri
- Giro d'Italia

1987: 117º
- Tour de France

1981: ritirato (15ª tappa)
1982: ritirato (17ª tappa)
1984: ritirato (12ª tappa)
1986: ritirato (12ª tappa)
1988: 115º
1989: ritirato (18ª tappa)
1990: ritirato (9ª tappa)
- Vuelta a España

1982: ritirato
1985: fuori tempo (14ª tappa)
1986: ritirato (19ª tappa)
1989: 95º
1991: ritirato (9ª tappa)

### Classiche monumento
- Milano-Sanremo

1981: 20º
1982: 18º
1984: 7º
1988: 45º
1989: 18º
1991: 5º
- Giro delle Fiandre

1982: 2º
1984: 21º
1985: 11º
1986: 36º
1988: vincitore
1990: 48º
- Parigi-Roubaix

1981: 13º
1982: 5º
1983: 9º
1985: 6º
1986: 28º
1987: 16º
1988: 15º
1989: 5º
1990: vincitore
1991: 50º

### Competizioni mondiali
- Campionati del mondo

Goodwood 1982 - In linea: ritirato
Giavera del Montello 1985 - In linea: ritirato
Ronse 1988 - In linea: ritirato